# ديسنا تشرنيغوف
ديسنا تشرنيغوف هو فريق كرة قدم أوكراني من مدينة تشرنيغوف، تأسس الفريق في 1960 ويلعب حالياً في الدوري الأوكراني الممتاز.